# BIOCOM
Die Biocom AG (Eigenschreibweise BIOCOM) ist ein europaweit tätiges, konzernunabhängiges Verlags- und Fachinformationsunternehmen, das auf die Bereiche Biotechnologie und Life Sciences spezialisiert ist.
Gegründet 1986 in Braunschweig, ist die Firma seit 1991 in Berlin ansässig. Geleitet wird das Unternehmen von dem Geschäftsführer Andreas Mietzsch, Vorsitzende des Aufsichtsrates ist Stefanie Heiden. Mietzsch ist Gründer und Mehrheitsaktionär der Firma. Sitz des Unternehmens ist ein denkmalgeschützter Industriebau aus dem Jahr 1908 im Berliner Stadtteil Borsigwalde. Weitere Büros bestehen in Brüssel, Wien und Büsingen.
Das Verlagsprogramm umfasst deutsch- und englischsprachige Fachzeitschriften mit dazugehörigen Online-Portalen sowie praxisorientierte Fachbücher. Ältestes Produkt ist das „BioTechnologie Jahrbuch“, das seit 1987 jährlich einen Überblick über die Biotechnologie-Branche in Deutschland, Österreich und der Schweiz gibt. Zu den Zeitschriften gehören
- Transkript, deutschsprachiges Life-Sciences-Magazin, 2022 im 28. Jahrgang
- European Biotechnology Magazine, englischsprachiges Life-Sciences-Magazin, 2022 im 21. Jahrgang

In den 2000er Jahren entwickelte sich der ursprüngliche Fachverlag zu einem Kommunikationsunternehmen. So veranstaltet Biocom heute nicht nur eigene Konferenzen und Tagungen, sondern bietet auch verschiedene informationsbasierte Dienstleistungen an, zum Beispiel das Informationsportal bioökonomie.de, das seit 2016 im Auftrag des Bundesministeriums für Bildung und Forschung betrieben wird. 
Von 2012 bis 2019 war die Geschäftsstelle des Bioökonomierates, ein unabhängiges Beratungsgremium der deutschen Bundesregierung, bei der Biocom AG angesiedelt. Im Jahr 2014 ging das Medizintechnik-Portal medtech-zwo.de online. Weitere Aktivitäten bestehen u. a. in den Bereichen Studien und Consulting sowie Film und Video. 
Unter dem Label Comdis nimmt Biocom an Forschungskonsortien des EU-Rahmenprogrammes Horizon Europe teil. Ein Beispiel ist das mit dem Commnet Impact Award 2014 ausgezeichnete Projekt PharmaSea. Weitere EU-Projekte sind Embric, Optibiocat, Enable, Biostep, Combine, Ethna System, Be-Rural und Transition2bio. Im Herbst 2020 organisierte Biocom erstmals digital den dritten Global Bioeconomy Summit in Berlin, an dem mehr als 1.000 Fachleute aus aller Welt teilnahmen.